# Moshe Pesach
Moshe Pesach (Larissa, 1869 – Volos, 13 novembre 1955) è stato un rabbino greco che, grazie ai suoi sforzi e con l'assistenza delle autorità greche, riuscì a salvare la maggior parte delle persone della comunità ebraica della città durante l'Olocausto.

## Biografia
Nacque a Larissa nel 1869, studiò letteratura e filosofia ebraica a Salonicco. Dal 1892 fu rabbino della comunità ebraica di Volos. All'inizio del XX secolo, la città di Volos aveva una vivace comunità ebraica: da circa 500 persone note nel 1896, salì a circa 2.000 nel 1930, prima di diminuire drasticamente a 882 membri nel 1940 per l'emigrazione avvenuta principalmente verso le grandi città come Salonicco e Atene, o all'estero. Nel 1939, fu insignito della Croce d'Oro dell'Ordine della Fenice da re Giorgio II di Grecia.
Dopo l'invasione tedesca della Grecia nell'aprile 1941, fu attivo in clandestinità aiutando gli Alleati a fuggire dalla Grecia occupata verso il Medio Oriente. Durante i primi anni dell'occupazione, Volos era controllata dall'esercito italiano. Nel 1943, quando i tedeschi iniziarono a deportare gli ebrei nella zona di occupazione, a Salonicco e in Macedonia, in città arrivarono alcuni rifugiati e molti ebrei di Volos fuggirono verso Atene o nella campagna circostante.
Dopo l'armistizio italiano del settembre 1943, i tedeschi occuparono la città. Il 30 settembre, il comandante tedesco Kurt Rikert, convocò Pesach nel suo ufficio e chiese un elenco degli ebrei e delle loro proprietà entro le 24 ore successive, apparentemente allo scopo di determinare le razioni di cibo necessarie. Sospettando le vere motivazioni dei tedeschi, Pesach riuscì a ottenere una proroga del termine di tre giorni; contattò le autorità greche locali: il sindaco, il capo della polizia e il vescovo di Demetrias, Joachim Alexopoulos, che a sua volta contattò il console tedesco locale, Helmut Scheffel, il quale console confermò che gli ebrei sarebbero partiti appena possibile.
Muniti di documenti di identità falsi e di una lettera del vescovo indirizzata al clero locale, i circa 700 ebrei della città si dispersero nelle campagne, dove alcuni di loro si unirono ai partigiani. Circa 130 ebrei rimasero indietro, furono radunati dai tedeschi il 24 e 25 marzo 1944 e inviati nei campi di sterminio. 117 ebrei di Volos furono uccisi nei campi, 12 furono giustiziati sul posto e circa 30 morirono di privazioni e per la fame, ma le azioni di Pesach salvarono la gran parte dei cittadini ebrei di Volos (circa il 74%), la percentuale più alta in Grecia dopo Zante (dove sopravvisse l'intera comunità ebraica). Pesach stesso sopravvisse tra i partigiani rifugiati sulle montagne, mentre sua moglie morì per le privazioni e i suoi due figli, insegnanti di ebraismo a Salonicco e Didymoteicho, furono catturati e giustiziati dai tedeschi.
Dopo la liberazione Pesach tornò a Volos, divenne rabbino capo di Grecia nel 1946. Nel 1952, il re Paolo di Grecia lo decorò con l'Ordine di Giorgio I. Nell'aprile 1955, Volos fu colpita da un devastante terremoto e l'anziano rabbino fu costretto a vivere in tenda, per poi rinunciare alla sua casa per costruire una nuova sinagoga nello stesso punto.
Morì il 13 novembre 1955. Nel 1957, i resti di Pesach e di sua moglie Sara furono portati a Gerusalemme e sepolti accanto a Ben-Zion Meir Hai Uziel. La sua vasta biblioteca è stata trasferita presso l'Istituto Ben-Zvi. Il 16 aprile 2015, il ruolo tenuto da Pesach è stato commemorato in una cerimonia speciale da B'nai B'rith e dal Fondo Nazionale Ebraico presso la Foresta dei Martiri a Gerusalemme.